# Den som dræber
Den som dræber (germană Nordlicht – Mörder ohne Reue) este un serial de filme polițiste, o coproducție germano-daneză. Primul episod a fost produs în anul 2010. 
În centrul acțiunii se află două personaje din Copenhaga, polițista Katrine Ries Jensen și psihologul Thomas Schaeffer. După al doilea episod al serialului, din cauza lipsei popularității și a criticii care aprecia serialul prea crud, în anul 2011 s-a sistat producerea altor episoade.

## Acțiune
Cele două personaje principale sunt însărcinate să investigheze cazul unui asasin care ucide în serie. Șefii celor doi îngreunează uneori prin măsuri nepotrivite, anchetarea cazului. Sunt prezentate și secvențe din viața și problemele familiare ale celor doi anchetatori.

## Distribuție
- Laura Bach
- Jennifer Harder-Böttcher
- Jakob Cedergren
- Clemens Gerhard
- Lars Mikkelsen
- Matthias Klie
- Lærke Winther Andersen
- Frauke Poolman
- Frederik Meldal Nørgaard
- Martin May
- Iben Dorner
- Joey Cordevin
- Danica Curcic